# Viscum cruciatum
Viscum cruciatum là một loài thực vật có hoa trong họ Santalaceae. Loài này được Sieber ex Boiss. miêu tả khoa học đầu tiên năm 1840.

## Hình ảnh

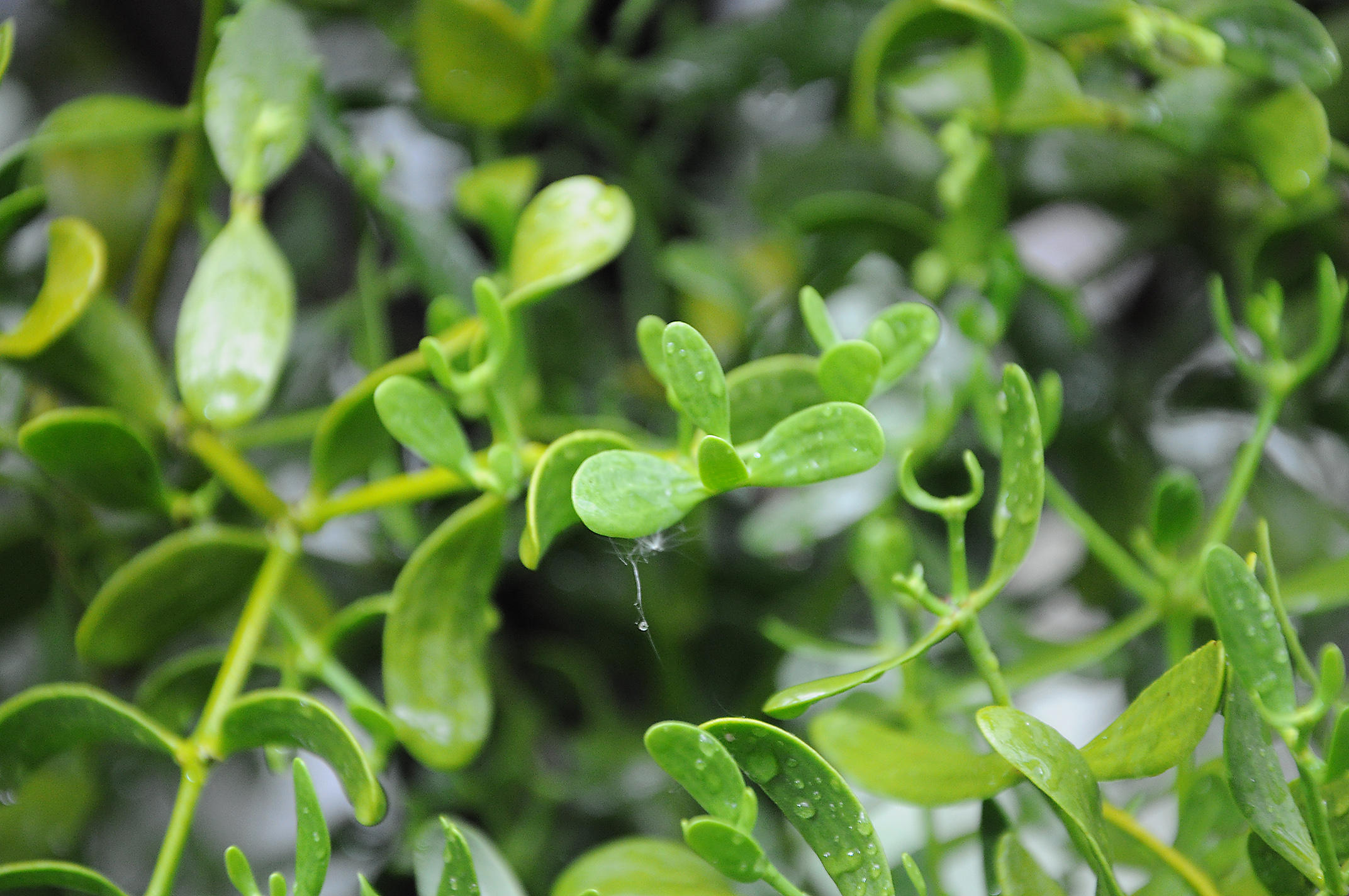